# Doraville
Doraville es una ciudad ubicada en el condado de DeKalb en el estado estadounidense de Georgia. En el año 2000 tenía una población de 9.862 habitantes.

## Geografía
Doraville se encuentra ubicada en las coordenadas 33°54′19″N 84°16′26″O / 33.90528, -84.27389 (33.905302, -84.273870).
Según la Oficina del Censo, la localidad tiene un área total de 9,3 km² (3,6 mi²), de la cual 9,3 km² (3,6 mi²) es tierra y 0 km² (0 mi²) (0.00%) es agua.

## Demografía
Según la Oficina del Censo en 2000 los ingresos medios por hogar en la localidad eran de $40,641, y los ingresos medios por familia eran $41,903. Los hombres tenían unos ingresos medios de $23,681 frente a los $22,165 para las mujeres. La renta per cápita para la localidad era de $15,048. 